# Segelfluggelände Coburg-Steinrücken

i7
i11
i13

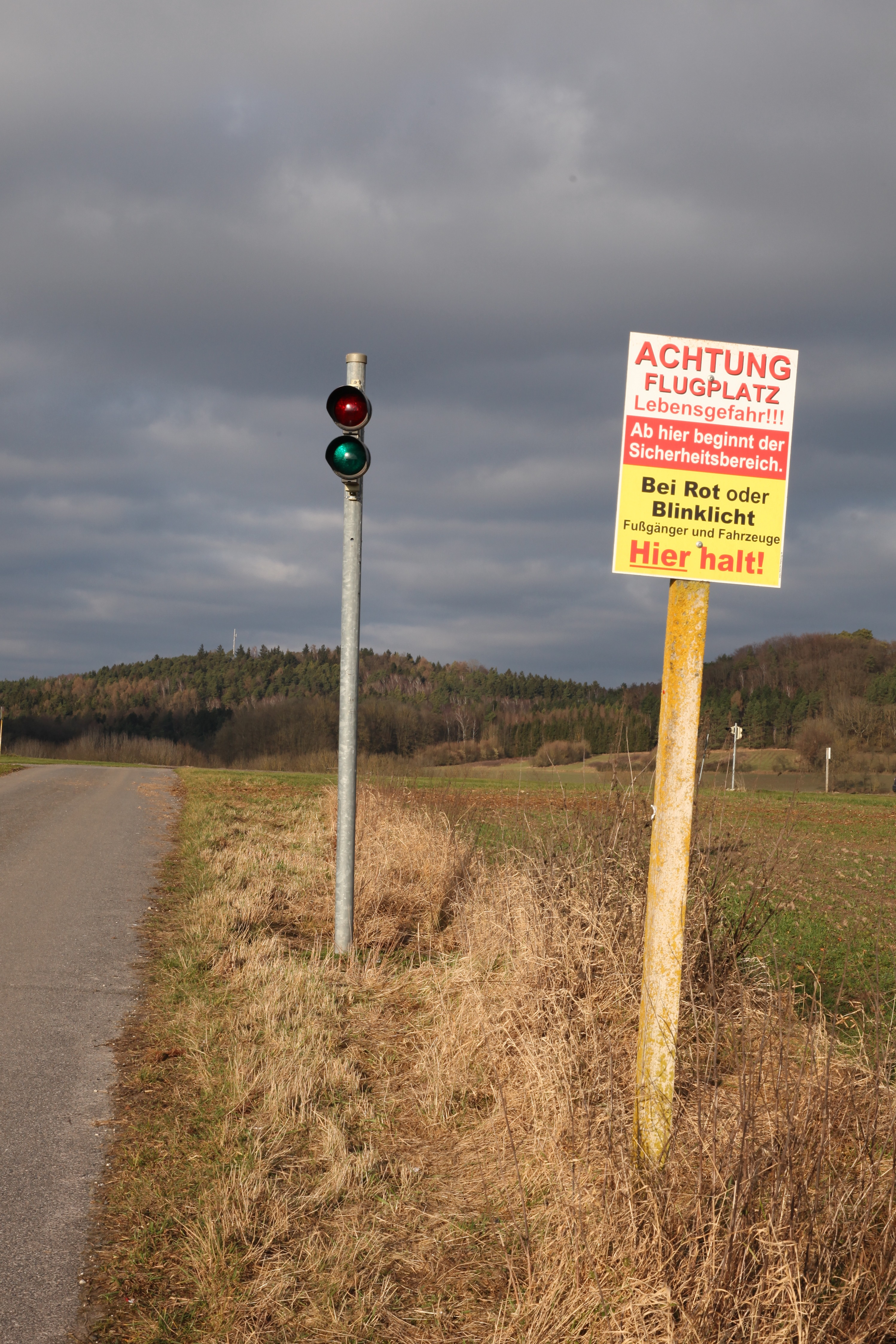
Ampelanlage

Das Segelfluggelände Coburg-Steinrücken liegt südöstlich der oberfränkischen Stadt Coburg. Es wird von dem Flugtechnische Arbeitsgemeinschaft Coburg e. V. betrieben. Der Flugplatz wurde zunächst als Sonderlandeplatz genehmigt und hatte den ICAO-Code EDQY. Er wurde am 12. März 2025 zum Segelfluggelände abgestuft.

## Geografie
Das Segelfluggelände liegt etwa vier Kilometer südöstlich des historischen Ortskernes von Coburg im Flurstück Steinrücken auf dem Gebiet der Gemeinde Niederfüllbach. Er befindet sich auf einem exponierten Hochplateau links ob des Tals der Itz, parallel zum Füllbachtal, in einer Höhe von 357 bis 361 m ü. NN einen Kilometer östlich des Coburger Ortsteils Creidlitz.
Naturräumlich ist das Segelfluggelände im Coburger Land gelegen; östlich steigt das Gelände zum Frankenwald hin auf, südlich zur Fränkischen Alb und westlich zu den Haßbergen. Zehn Kilometer nördlich verläuft die Landesgrenze zu Thüringen.

## Geschichte
Die Flugtechnische Arbeitsgemeinschaft Coburg wurde 1955 gegründet und nutzte anfangs die Gelände benachbarter Vereine mit. Im Jahr 1967 wurde das heutige Gelände bezogen und zum Flugplatz ausgebaut.

## Infrastruktur und Ausstattung
Das Segelfluggelände ist für Segelflugzeuge, Motorsegler und Ultraleichtflugzeuge zugelassen. Segelflugzeuge starten per Windenstart oder Flugzeugschlepp. Ein die Piste kreuzender Weg ist durch eine Ampelanlage gesichert. Der Betreiber des Flugplatzes ist die Flugtechnische Arbeitsgemeinschaft Coburg e. V. Eine Landung ist nur nach Erlaubnis des Halters möglich (PPR).
Es bestehen ein Vereinsheim mit Werkstatt, ein Tower (Frequenz 129,805 MHz) und ein Hangar.

## Zwischenfälle
- Am 5. August 2012 verunglückte eine Piper PA 28-181 kurz nach dem Start in Coburg-Steinrücken, stürzte in ein  Waldstück und brannte aus. Alle vier Insassen kamen dabei ums Leben.[4][5]

## Verkehr
Gemeindestraßen erschließen den Flugplatz zu der westlich verlaufenden Bundesstraße 4 und zu der südlich verlaufenden Bundesstraße 303, ein Zubringer zur östlich verlaufenden Bundesautobahn 73. Der Nahverkehr in Coburg bedient den Flugplatz nicht; die nächstgelegene Zustiegsmöglichkeit zur Werrabahn besteht am Bahnhof Creidlitz.